# Pelabuhanratu (ort i Indonesien)
Pelabuhanratu är en ort i Indonesien.   Den ligger i provinsen Jawa Barat, i den västra delen av landet, 90 km söder om huvudstaden Jakarta. Pelabuhanratu ligger 21 meter över havet och antalet invånare är 43 001.
Terrängen runt Pelabuhanratu är huvudsakligen kuperad, men västerut är den platt. Havet är nära Pelabuhanratu åt sydväst.Runt Pelabuhanratu är det ganska tätbefolkat, med 207 invånare per kvadratkilometer. Det finns inga andra samhällen i närheten. I omgivningarna runt Pelabuhanratu växer i huvudsak städsegrön lövskog.